# アレクサンドル・チェレプニン
アレクサンドル・ニコラエヴィチ・チェレプニン（ロシア語: Алекса́ндр Никола́евич Черепни́н、英語: Alexander Nikolayevich Tcherepnin、1899年1月20日 - 1977年9月29日）は、ロシア生まれの作曲家、ピアニスト。

## 生涯
サンクトペテルブルクに生まれ、5歳で父から音楽を教わる。父がバレエ・リュスの指揮者だったおかげで多くの音楽家たちの薫陶を受ける。18歳でサンクトペテルブルク音楽院に入学。
ロシア革命後の1918年、チェレプニン一家はグルジア経由でパリへ亡命した。アレクサンドルは本格的に作曲家・ピアニストとしての活動を始め、モーリス・ラヴェル、イーゴリ・ストラヴィンスキー、フランス6人組などと親交を持つ。
1933年、チェレプニンは「自ら課している技法の定石」から脱却すべく民謡に目を向けるようになり、ロシア、グルジア、アルメニア、アゼルバイジャン、ペルシャの民謡を採集した。そして彼は1934年から1937年にかけてアジアを訪問、中国及び日本で若手作曲家の指導と育成に当たる。日本では江文也や早坂文雄、伊福部昭らを指導し、「チェレプニン賞」を設立すると共に「チェレプニン・コレクション」として若手作曲家たちの作品を出版し、自らピアノで演奏した。伊福部昭には「ナショナルである事こそがインターナショナルである」と指導し、この言葉が彼の作風の原点となった。
日中戦争が激化するとパリへ戻り、当時ブリュッセル王立音楽院で学んでいた中国人ピアニストのリー・シェンミン（李献敏）と結婚するが、ヴィシー政権下では活動を制限された。第二次世界大戦終結後の1948年、チェレプニン一家はアメリカへ渡り、1958年に市民権を取得。1960年代にDGと契約し、いくつかの自作自演のレコードを出した。その後、チェレプニンはアメリカとフランスを往復する日々を送り、1977年9月29日、パリ6区のフュルスタンベール通りの自宅で波乱に満ちた生涯を閉じた。パリ郊外サント＝ジュヌヴィエーヴ＝デ＝ボワのサント＝ジュヌヴィエーヴ＝デ＝ボワ・ロシア人墓地に父のニコライと共に埋葬されている。

## 作風
彼の作品にはロシア、中央アジア、中国、日本などの語法が混在しているが、特に彼が開発した9音音階(C、D♭、 E♭、E、F、G、A♭、A、B)が有名である。この音組織は日本を離れてからの発明となったが、モノリズミックで軽快な筆致は晩年までほとんど変わることはなかった。自分のリズム語法を「コントラプンクトではなく、インタープンクトだ」と呼んだのも、比較的対位法書式に疎いアジア系の作曲家たちを気遣った発言でもあった。
チェレプニンの評価は、来日当時は｢フジヤマ、ゲイシャ趣味｣などと批判されていた。これは、西洋の技法を身に着けることこそが重要だと考える当時の音楽界の風潮に反し、日本の民族的語法を取り入れるよう弟子たちに勧めたことによる。その後、最近に至るまで彼の名はほとんど忘れられてきたが、伊福部昭ら弟子たちの作品が評価されると共に、生誕100年を過ぎた現在、金澤攝、小川典子などが演奏するなど次第に日本でも演奏の機会が増えつつある。2014年にはオーケストラ・ニッポニカがチェレプニンの交響曲第1番を阿部加奈子の指揮で日本初演している。
なお、チェレプニンはラファエル・クーベリックと組んだピアノ協奏曲集(第二と第五)、ポール・トルトゥリエらと組んだ室内楽曲集などの自作自演を残している。

## 作品
- オペラ(全4曲)
- バレー(全14曲)
  - アジャンタの壁画 Op.32 (1923年)
  - ショータ・ルスタヴェリ
- 交響曲(全4曲)
  - 交響曲第1番ホ長調 Op.42（1927年）:エドガー・ヴァレーズの「電離」（1931年）に先んじて打楽器のみの第2楽章を持つ。
  - 交響曲第2番変ホ長調 Op.77(1947年-1951年)
  - 交響曲第3番嬰ヘ長調『中国交響曲』Op.83 (1952年)
  - 交響曲第4番ホ長調 Op.91 (1957年)
- 管弦楽曲
  - ロマンティック序曲 Op.67
  - ロシア舞曲集 (1934年)
  - 交響的行進曲Op.80
  - 組曲Op.87(1953年)
  - 組曲『グルジアーナ』 Op.92 (1959年)
  - 交響的な祈り Op.93 (1959年)
  - セレナード Op.97 (1964年)
- 協奏曲
  - ピアノ協奏曲第1番 Op.12 (1919年)
  - ピアノ協奏曲第2番 Op.26 (1923年)
  - ピアノ協奏曲第3番 Op.48 (1932年)
  - ピアノ協奏曲第4番 Op.78 (1947年)
  - ピアノ協奏曲第5番 Op.96 (1963年)
  - ピアノ協奏曲第6番 Op.99 (1965年)
  - ヴァイオリン、チェロ、ピアノと弦楽合奏のための三重協奏曲　Op.47(1931年、1968年改訂)
  - ハーモニカ協奏曲 Op.86 (1953年)
  - チェロと管弦楽のための『グルジア狂詩曲』　Op.25(1922年)
- 室内楽曲
  - 弦楽四重奏曲 (全2曲)
  - ピアノ五重奏曲 Op.44 (1927年)
  - 木管五重奏曲 Op.107 (1977年)…最後の作品。
- ピアノ曲
  - 10のバガテル Op.5
  - 5つの演奏会用練習曲 Op.52 (1934年-1936年)
- 正教会聖歌（無伴奏声楽）
  - 奉神礼のための六つの混声聖歌 Op. 103（1967年）

## 家族・親族
- 父：ニコライ・チェレプニン（1873～1945年）は作曲家。
- 妻：リー・シェンミンはピアニスト。
- 三男：イワン・チェレプニン（英語版、ドイツ語版）（1943～1998年）は作曲家・シンセサイザー開発者。

## 教え子
- 伊福部昭
- 江文也
- 荻原利次
- フィリップ・ラミー(en)
- ロバート・ムチンスキー(en)
- グロリア・コーツ(en)
- ジョン・ダウニー(en)